# Biwa-bokuboku

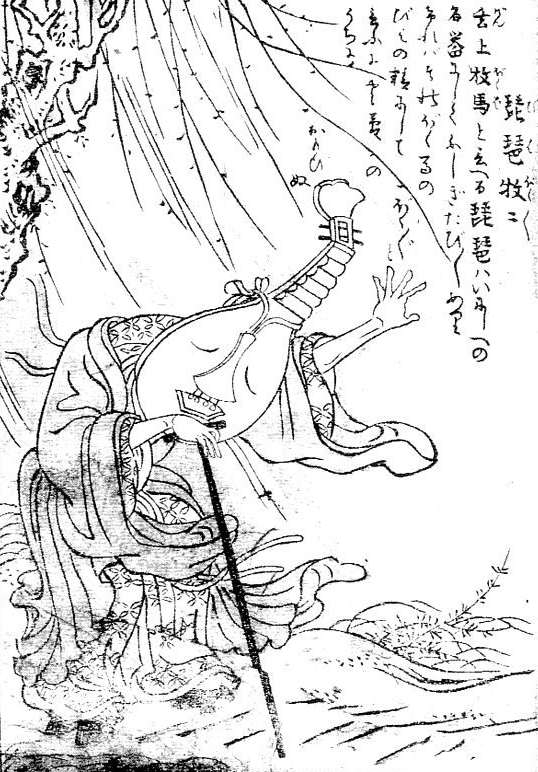
Un Biwa-bokuboku come illustrato in Gazu hyakki tsurezure bukuro di Toriyama Sekien.

Il Biwa-bokuboku (琵琶牧々?, lett. "folletto Biwa") è uno yōkai del folclore giapponese. Appartiene a un gruppo di yōkai chiamati tsukumogami (付喪神?, lett. "fantasmi artefatti").

## Descrizione
Il biwa-bokuboku è solitamente descritto con il corpo di un essere umano e con la testa formata da un biwa (liuto giapponese), ha gli occhi chiusi e si appoggia a un bastone da passeggio, spesso vestito con un costoso kimono. Il biwa-bokuboku è raffigurato mentre un biwa si trasforma nella forma di un biwa hōshi o di uno zatō (biwa hōshi ciechi). I biwa-bokuboku sviluppano una vita propria quando raggiungono il loro "centesimo compleanno". Se sono stati trascurati e mal curati fino a quel momento, infestano i padroni di casa e li spaventano di notte con musica volutamente stonata. Il biwa-bokuboku o siede in una stanza con tatami, cantando e pizzicando le corde mentre si lamenta dell'abbandono da parte del suo precedente proprietario, oppure danza rumorosamente per le stanze. Nei casi migliori, i Biwa-bokuboku, come altri Tsukumogami che suonano strumenti musicali , escono di casa e si aggirano come musicisti di strada, suonando per l'elemosina. Altri biwa-bokuboku cercano altri tsukumogami e stringono alleanze con loro. In alcune tradizioni, si dice persino che portino un Koto-furunushi al guinzaglio come un cucciolo.
Il biwa-bokuboku è stato modellato sul biwa, un liuto tradizionale a manico corto con cassa armonica a forma di pera. Poiché i suonatori di liuto di un tempo erano spesso ciechi, il biwa-bokuboku è solitamente raffigurato con gli occhi chiusi.
Una famosa illustrazione di un biwa-bokuboku si trova nella raccolta Gazu hyakki tsurezure bukuro Toriyama Sekien del 1784. Il commento di Sekien recita: "Il biwa noto come Genjō Bokuba era uno strumento famoso nei tempi antichi, e ci furono molti strani casi, quindi forse il bokuba è una variante del biwa, ed è quindi chiamato bokuboku". Egli suggerisce quindi che il nome "bokuboku" di questo yōkai derivi dal famoso strumento biwa di origine cinese  bokuba. Il biwa-bokuboku prende il nome dal leggendario biwa bokuba (牧馬), che, secondo la tradizione del periodo Nara, si diceva fosse suonato solo da alcuni monaci ciechi, i biwa hōshi. Si diceva che questo magnifico strumento suonasse magicamente da solo quando nessuno lo guardava. E non una musica qualsiasi: Bokuba suonava una musica così bella da ammaliare persino un oni.
Un'altra illustrazione ben nota di un biwa-bokuboku può essere trovata nella raccolta Hyakki yagyō emaki (百器夜行?, Parata notturna dei 100 demoni) di Tsukioka Yoshitoshi del 1865.